# Punta Pallero
Punta Pallero (spanisch; in Argentinien Punta López) ist eine Landspitze von Half Moon Island im Archipel der Südlichen Shetlandinseln. Sie bildet das südöstliche Ende der Insel in der Moon Bay.
Chilenische Wissenschaftler benannten sie nach Neftalí Pallero Rojo, Meteorologe bei der 10. Chilenischen Antarktisexpedition  (1955–1956). Der Namensgeber der argentinischen Benennung ist nicht überliefert.